# Jacques-Frédéric Delon
Pour les articles homonymes, voir Delon.
Jacques-Frédéric Delon, né le 22 novembre 1778 à Montpellier et mort le 17 décembre 1838 à Paris, est un peintre français.

## Biographie
Jacques-Frédéric Delon est principalement un peintre paysagiste. Il expose aux Salons de 1835 et de 1838.
Jean-Marie-Joseph Ingres l'a représenté dessinant devant son chevalet dans une miniature sur ivoire (Montauban, musée Ingres-Bourdelle).